# نور عوده
نور عوده (به عربی: نور عودة)، تحلیلگر سیاسی، فعال، پژوهشگر، مشاور دیپلماسی عمومی، روزنامه‌نگار، نویسنده و سخنگوی سابق تشکیلات خودگردان فلسطینی است. او اولین زن سخنگوی دولت فلسطین بود. او عضو مؤسس و عضو کمیته مجلس ملی دموکراتیک فلسطین است. نور عوده در سال ۱۹۹۹ از دانشگاه گلدن گیت در سانفرانسیسکو فارغ‌التحصیل شد.

## حرفه
عوده بیش از ۲۰ سال است که مشاور ارتباطات حرفه‌ای مستقل و روزنامه‌نگار آزاد است. او همچنین به مدت پنج سال از سال ۲۰۰۶ تا ۲۰۱۱ به عنوان خبرنگار ارشد شبکه انگلیسی الجزیره در کرانه باختری و غزه کار کرد. در سال ۲۰۰۸، گزارش‌های او برنده اولین جایزه پوره طلایی الجزیره انگلیسی در جشنواره مونت کارلو شد. علاوه بر این، به عنوان مشاور ارشد ارتباطات و مشاور روابط عمومی در دولت فلسطین خدمت کرده‌است. در سال ۲۰۱۲، او به عنوان سخنگوی تشکیلات خودگردان فلسطین منصوب شد و به این ترتیب اولین زن فلسطینی در این سمت شد. وی نامزد شورای قانونگذاری فلسطین برای انتخابات محلی فلسطین ۲۰۱۲–۲۰۱۳ بود. او همچنین به عنوان مهمان دائمی در خبرگزاری‌های بین‌المللی مختلف مانند الجزیره ظاهر شده‌است.

## جستارهاي وابسته
- اسراء البحیصی